# 松田芳和
松田 芳和（まつだ よしかず、1955年 - ）は、日本の地方公務員。東京都会計管理局長、東京都下水道局長、東京都競馬常務取締役を歴任。

## 人物・経歴
1979年3月 東京大学法学部卒業。同年4月 東京都入庁。2009年7月 東京都教育庁次長、2011年7月 東京都会計管理局長。公会計制度改革の推進に取り組んだ。2014年7月 松浦將行の後任として同下水道局長。豪雨に対応できる浸水対策、水質改善に取り組んだ。2015年7月 石原清次を後任として退職。同年8月 セントラルプラザ代表取締役社長。2018年3月 東京都競馬常務取締役 (公営競技事業、施設整備部門担当) 。2022年3月 退任。